# سن جورجو مونفراتو
سن جورجیو مونفراتو (به ایتالیایی: San Giorgio Monferrato) یک کومونه در ایتالیا است که در استان آلساندریا واقع شده‌است.

## خصوصیات
سن جورجیو مونفراتو ۷٫۱۳ کیلومترمربع مساحت و ۱٬۲۹۵ نفر جمعیت دارد و ۲۸۱ متر بالاتر از سطح دریا واقع شده‌است.